# アールネ・アルヴォネン
アールネ・アルヴォネン（Aarne Arvonen、1897年8月4日 - 2009年1月1日）は、フィンランド人男性として史上最高齢まで生きた男性。フィンランド国内において19世紀に生まれた中で生存している最後の人物となった。

## 略歴
1897年8月4日、ヘルシンキのカリオ地区にてヘンリック・アルヴォネンとカンディ・サルミエンの第一子として生まれる。父のヘンリックは労働組合員の一員で、ヘンリックの父はドイツ人船員だった。子供時代は転居を繰り返しており、最終的にトゥルクに住む。1906年から1911年にかけてはハメーンリンナ、クオピオなどで社会主義新聞社のジャーナリストとして働く。1908年から1年間だけクオピオ古典高校に通う。1912年に母親のカンディが第四子を産んだ後39歳で死去する。ヘンリックはその後すぐに再婚し、更に2人の子供をもうける。
再婚したことでアルヴォネンは家にいられなくなり、1914年の夏からはホームレスになる。物乞いや雑用と盗みで生活していた。アルヴォネン自身は、詩人だったエイノ・レイノはよくお金をくれたが、ユハ二・アホは乞食に何も与えなかったと語っている。1916年の秋に窃盗により刑務所に収監される。その後に第一次世界大戦が勃発すると、自ら志願したうえでミンスクに赴き、要塞の建設に携わった。しかしアルヴォネンが乗車した列車にいた客のほぼ全員が腸チフスにかかったことにより、ミンスクまでたどり着くことは無かった。アルヴォネン自身は腸チフスから回復したものの、要塞に行くことなくフィンランドに送り返された。戻ってからはウーシマー県とエストニア自治政府で行われていた海と陸の要塞建設に3か月従事する。
1917年11月にエストニアから帰国してからしばらくは失業しており、ホームレスシェルターで生活していた。1918年に勃発したフィンランド内戦が勃発すると大衆集会に参加し、同年3月6日に赤衛軍に入隊して戦場にて戦った。アルヴォネンには宿泊費と衣料、食料と毎日わずかな報酬があったという。

### フィンランド内戦中
彼の中隊は当初ヘルシンキの警備にあたっていたものの、3月中旬以降はカレリア戦線に送られ、19日にはヨウツェノの戦いで戦う。しかしアルヴォネンは当初ペンティラの戦いに参加していた。指揮官は俳優のヤルマリ・パリッカだったという。わずか1か月で白衛軍の攻勢に先だち撤退し、ヴィボルグの防衛に専念した。各地が混乱する中ソ連に渡ろうとし、4月23日にクオッカラに至るも、そこはすでに白衛軍の手中にあった。退却後はヴィボルグの戦いで戦闘し、捕虜になりかけたものの、何とか捕虜にならずに済んだ。翌日の夜には封鎖線を突破しようとしたが失敗し、500人の赤衛軍兵士が死亡したものの、アルヴォネンは生き残った。同日にティエンハーラ駅で白衛軍に降伏した。
降伏後はヴィボルグ刑務所収容所に収容され、その後の6月4日にエケネス刑務所収容所に移送され、捕虜No.4842となった。同刑務所ではスペインかぜに苦しんだが、一命をとりとめた。偶然にも、叔父のイヴァル・ヒルパートは、アルヴォネンに食料小包を配達していたスカイズカーの一員だった。自身のことだけでなく、戦時中の赤軍の文民行政に携わった父親についても質問されたという。7月30日に執行猶予付きの懲役刑の判決を受け、5年間の保護観察を条件に釈放された。同時に8年間は良心の権利を剥奪された。このことからアルヴォネン自身が戦時中を懐かしく思うことが無く、寧ろトラウマを植え付けたとも言われる。晩年は内戦に関したことが再び語られることを批判していた。

### 戦後

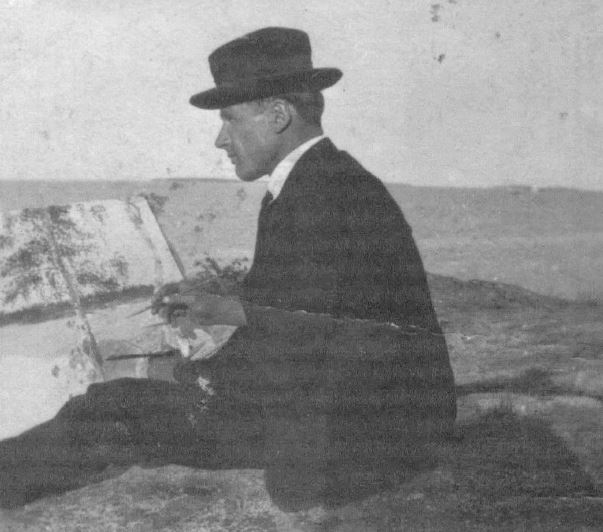
1925年、絵を描いている最中のアルヴォネン

その後は国内各地で雑用を行いながら生計を立てていた。1920年代にはキルマコスキで建築作業員、ヘルシンキのノーベルスタンダード社で自動車整備士として働いた。しかし軽犯罪を犯したことで投獄され、獄中で数学を専攻。大工になったことで出所後は家具工場に就職する。その後にシルヴィ・エミリア・サロネン(1897年-1938年)と結婚し、1930年代初めに引っ越す。サロネンとの間に2児をもうけた。サロネンが1938年に死去すると南スオミ州ウーシマー県のヤルヴェンパーへと引っ越す。彼はその後亡くなるまでをその地で過ごした。1948年の夏にはボランティアとしてロカ村の復興支援をしていた。
戦後は大工として長年働いていた。ほかの言語にも興味を持ち、フランス語と英語を学ぶ。また算術や天文学も興味があり、若いころはそれらを勉強していた。1921年に創設された天文学会アーサ・ライの創設時のメンバーでもあり、87年間メンバーの一員であった。のちに同学会の名誉会員になる。晩年になっても天文学が趣味で、中央ウシマ天文学会のメンバーでもあり、その学会でも名誉会員であった。
1933年には飲酒と喫煙をやめたと言われる。アルヴォネンは政治に興味がなく、父親のヘンリックのように労働組合に所属したこともなかった。一方、妻のサロネンは左派の熱烈な支持者であった。

### 晩年
2005年の夏に腎臓の感染症により保健所の病棟に入院し、老人ホームに入所するまでは次女と婿の二人とともに暮らしていた。アルヴォネンが世間の注目を集めるようになったのは1997年に100歳の誕生日を迎え、メディアの取材に応じるようになったころからである。誕生日はヤルヴェンパーのバーで開かれ、ヘルシンギン・サノマットも出席したという。その後はテレビのインタビューも受け、1年後にはテレビニュースに出演したこともあった。当時も海外旅行をすることもあり、100歳の誕生日の際はロンドンに飲み歩きしたこともあったという。2006年12月5日には当時110歳だったエルザ・ティルカネンの死去に伴い、存命中のフィンランド最高齢者になった。また同じころにアンドレイ・クズネツォフの年齢を超え、フィンランドの男性として歴代最高齢者になっていた。
2007年8月には110歳の誕生日を迎える。当時ほとんど目が見えなかったが、ラジオニュースを聞くことがよくあったという。生前はヤルヴェンパーの病院の病棟で暮らしていた。2008年8月には111歳の誕生日を迎える。しかし、この時は一般参賀はアルヴォネンの意思により無かった。
娘であるイルマ・ロワハはアルヴォネンのことを「知的で読書家」と表現していた。イルマによると、晩年までアルヴォネンは認知症ではなく、死去直前まで記憶力はよかったという。しかし最期は歩行ができず車いすを使うようになった。2008年の大晦日に肺炎が急速に悪化し、翌日に病院で死去。111歳150日没。前日には大晦日のパーティーに出席し、ラ・マルセイエーズの歌詞をフランス語で綴ったとも言われている。遺体はヘルシンキのヒエタニエミ墓地に埋葬された。

## 長寿記録
- 2007年8月23日、フランスのアイメ・アヴィニヨンが110歳で亡くなったことでヨーロッパ内で第3位の高齢となった。
- 2008年12月27日にはアメリカのジョージ・フランシスが亡くなったことにより、世界で7番目に長寿の男性となった。